# Parafia św. Andrzeja Boboli w Czekanowie
Parafia pw. św. Andrzeja Boboli w Czekanowie – rzymskokatolicka parafia należąca do dekanatu sokołowskiego, diecezji drohiczyńskiej, metropolii białostockiej.

## Historia
Parafia Czekanów posiada rodowód unicki. W 1725 roku Baltazar Ciecierski ufundował w Czekanowie drewnianą cerkiew, która wskutek likwidacji unickiej diecezji chełmskiej została zamieniona na cerkiew prawosławną, zaś w 1885 rozebrana. Ludność prawosławna modliła się w kaplicy w pałacu. 
W 1925 roku w ramach akcji rewindykacji przekazano ją katolikom. Bp Henryk Przeździecki ustanowił ją kaplicą publiczną. W roku 1935 ustanowił on w Czekanowie samodzielną filię duszpasterską. Biskup Jan Mazur podniósł w 1990 roku dotychczasową filię do rangi samodzielnej parafii. Obecny kościół powstał w latach 1953-1955. Rozbudowano go w latach 1960-1962. Świątynię konsekrował biskup Jan Mazur w 1974 roku.
Proboszczem parafii jest ks. mgr Jerzy Olszewski.

## Zasięg parafii
Do parafii należą wierni z miejscowości: Czekanów, Czekanów-Kolonia, Łuzki i Szymanówka.